# Bernhard Rein
Bernhard Rein (Tallinn, 19 novembre 1897 – Eskilstuna, 9 novembre 1976) è stato un calciatore estone, di ruolo difensore.

## Carriera

### Club
Ha sempre giocato nel campionato estone.

### Nazionale
Con la Nazionale ha partecipato alle Olimpiadi nel 1924.